# Detlef Kamke
Detlef Gustav Kamke (* 10. August 1922 in Hagen; † 3. August 2004) war ein deutscher experimenteller Kernphysiker. Er war ordentlicher Professor für Experimentalphysik an der Ruhr-Universität Bochum.

## Leben
Detlef Kamke, geboren in Hagen in Westfalen, war der Sohn des Mathematikers Erich Kamke und der jüdischen Kaufmannstochter Dora Heimowitch. Er wuchs in Tübingen auf. Trotz Einberufung 1939 als Soldat im Frankreich-Feldzug konnte er 1941 ein Studium der Physik, Mathematik und Chemie an der Universität Tübingen beginnen. Kamke setzte das Studium an der Universität Göttingen fort und erwarb dort 1946 sein Diplom in Physik bei Wilhelm Walcher. 1947 folgte er Walcher an die Universität Marburg, wurde dort 1949 promoviert (Zum Mechanismus der Kanalstrahlentladung) und Dozent. Damals befasste er sich mit der Entwicklung von Elektronen- und Ionenquellen und war am Bau eines 200-kV-Beschleunigers beteiligt, mit dem er Kernreaktionen untersuchte, wobei er zum Beispiel die Szintillationsdetektoren selbst baute. Daraus entstand seine Habilitation 1958. 
Ab 1963 war er ordentlicher Professor für Experimentalphysik an der neu gegründeten Ruhr-Universität Bochum; einen Ruf an die TU Berlin hatte er zuvor abgelehnt. In Bochum baute er die Experimentalphysik mit auf, außerdem den 1973 eröffneten Tandembeschleuniger DTL (Dynamitron Tandem-Beschleuniger). Kamke war mehrmals Dekan und Prorektor. 
Ab Anfang der 1960er Jahre befasste er sich auch mit Anwendungen von Methoden der Kernphysik als Messverfahren in der Festkörperphysik.

## Schriften
- Korpuskularoptik. In: Siegfried Flügge (Herausgeber): Handbuch der Physik, 1956
- mit Karl-Heinz Rohe: Digitalelektronik. Eine Einführung für Physiker. Teubner 1985
- mit Wilhelm Walcher: Physik für Mediziner. Teubner 1982
- Einführung in die Kernphysik. Für Physiker und Ingenieure im Hauptstudium. Vieweg 1979
- mit Klaus Krämer: Physikalische Grundlagen der Maßeinheiten. Mit einem Anhang über Fehlerrechnung. Vieweg/Teubner 1977
- mit Nasser Sultansei, Otfried Krafft: Ionen-Extraktion aus Gasentladungsplasmen. Dynamische Sonde zur Ionen-Extraktion. Forschungsbericht des Landes Nordrhein-Westfalen, Opladen, Westdeutscher Verlag 1976